# 오간수문
오간수문(五間水門)은 흥인지문 옆 청계천에 건설되었던 수문으로 5개의 구멍이 있어 오간수문이라 불린다.

## 개요

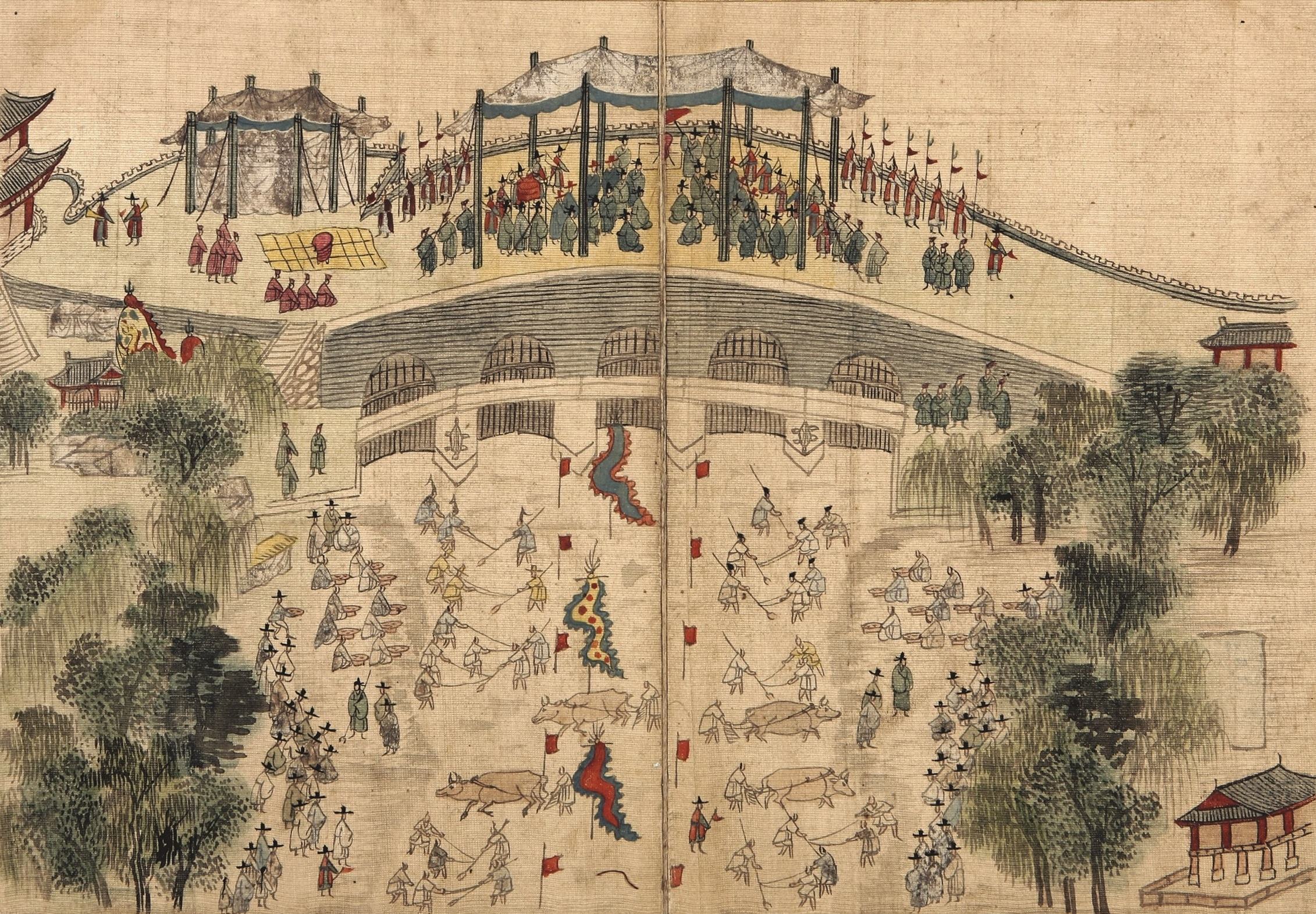
영조가 오간수문을 방문한 모습이 그려진 《어전준천제명첩》

오간수문이 만들어진 연대는 정확하지 않으나, 조선초기 한양도성을 수축할 때 물길을 고려하며 성벽 아래 수문을 만들었을 것으로 추측된다.
오간수문은 크기가 5척이나 되었으며, 각 수문마다 쇠창살로 만든 철문이 설치되어 있었다. 이것은 물이 잘 빠져나가도록 함과 동시에 외부에서 이 수문을 통해 함부로 사람들이 드나들지 못하도록 하기 위함이었다. 그럼에도 불구하고 조선 명종 때의 의적(義賊)으로 알려진 임꺽정이 오간수문을 통하여 달아났다는 이야기가 전해지는 것으로 보아 오간수문은 외부사람들이 도성을 몰래 드나들 때 이용하던 주요 통로가 되었던 모양이다.
오간수문은 튼튼한 철문으로 되어 있었지만, 오랜 기간 동안 제대로 준설을 하지 않았으므로 거의 제기능을 발휘할 수가 없었다. 쇠창살에 나뭇가지 등 부유물이 걸리고 거기에 토사가 쌓여 수문을 거의 막아 버린 것이다. 언제부터인가 임시 방편으로 2척의 나무문을 별도로 만들어 사용하였으나 영조 때에 이르러서는 이것마저도 개폐를 할 수 없을 지경에 이르렀다. 따라서 오간수문의 기능을 회복하는 일은 개천 준설에 있어서 매우 중요한 일이었다.
1760년 영조는 청계천을 준설하면서 먼저 수문 앞에 쌓여 있는 토사를 걷어내었다. 그리고 나무문도 다시 철문으로 교체하여 원래의 모습대로 회복하였으며, 주변에 버드나무를 심어 토사가 쓸려 내려와 다시 수문을 막는 일이 없도록 영구적인 조치를 하였다. 이로써 오간수문은 원래 기능을 회복할 수 있었다. 그리고 영조는 이 오간수문에 여러 차례 행차하여 역군들이 준설하는 것을 독려하기도 하였다. 이 내용이 《준천사실》에 기록되어 있다. 영조가 이 오간수문에 행차하여 개천바닥을 처내는 일꾼들의 모습을 그린 《어전준천제명첩 (1760년)》을 보면 다섯 개의 수문과 수문마다 설치된 철문, 버드나무, 그리고 수문 앞에 놓여 다리의 모습이 선명하게 그려져 있다. 버드나무가 우거진 오간수문은 이후 도성 안에서 이름난 봄 놀이 장소가 되기도 하였다.
오간수문이 수난을 당하게 된 것은 1907년이었다. 1907년 대한제국 중추원 참의 유맹 토목국장은 청계천 하천수가 원활하게 소통되고 토사가 쉽게 흘러 내려가도록 한다는 명문으로 수문(水門)을 뜯어버렸다. 또 다음 해인 1908년 3월에는 훼손되어 방치된 성벽을 처리하고, 시가교통을 원활하게 한다는 명분으로 동대문 부근 성벽과 함께 오간수문의 성벽까지 헐어버리고 대신 그 자리에 콘크리트로 근대식 다리를 놓았다. 이로써 오간수문의 원형은 완전히 자취를 감추게 되었다.

## 오간수교
오늘날 사람들은 오간수문이라는 이름 대신 '오간수교' 또는 '오간수다리'라고 부르고 있는데, 사실 이것은 맞지 않다. 성벽을 지키거나 수문을 관리하는 사람들이 물을 건널 수 있도록 수문과 수문 사이에 긴 돌을 놓아 사람들이 건너다닐 수 있도록 하였으나, 오간수문의 원래 기능은 이름 그대로 물이 빠져나가는 수문이었으며 다리가 아니었다. 명칭 또한 조선왕조 500년 동안 '오간수문'이라고 불렀지 '오간수교'라고 부른 적은 없었다. 오간수문을 오간수교라고 부르게 된 것은 일제에 의해 오간수문이 헐리고 콘크리트로 된 근대식 다리가 놓인 다음부터였다. 일제강점기에 오간수문은 시내 전차의 주요통로였다.
1921년 6월 동대문에서 광희문간 전차 노선이 신설되면서 오간수교 위에 전차가 다릴 수 있는 철교가 놓이게 되었다. 더욱이 오간수교 바로 옆, 즉 지금의 동대문종합시장 자리에 전차차고가 자리하고 있어서 오간수교는 다른 어떤 곳보다도 전차의 왕래가 많았다.
1926년 6월 오간수교는 다시 한번 확장되었다. 대한제국의 마지막 황제인 순종의 장례행렬이 장지인 유릉(裕陵, 남양주시 금곡동)으로 갈 때 이 오간수교를 건너가게 되었다. 따라서 장례행렬이 건널 수 있도록 두 간 반(약 4.5m)이던 다리를 네 간 반(약 8.2m)로 확장하였다.

## 참고 문헌
이 문서에는 서울시설공단에서 공공누리 제1유형으로 배포된 자료를 바탕으로 한 내용이 포함되어 있습니다. 